# 西富岡站
西富岡站（日语：／ Nishi-Tomioka eki */?）是位於群馬縣富岡市七日市671番8號，上信電鐵的上信線車站。

## 歷史
- 1937年（昭和12年）10月15日：醫院前站啟用。
- 1951年（昭和26年）9月1日：暫停營業。
- 1953年（昭和28年）1月15日：車站重新啟用，車站改名為西富岡站。
- 1960年（昭和35年）：現時車站大樓落成。
- 1968年（昭和43年）：成為委託車站。

## 車站構造
此站是地面車站，設有1面1線的單式月台。此站設有廁所（濕廁）。

## 使用狀況
在2019年度1日平均乘車人次為153人。
| 年度 | 1日平均 乘車人次 |
| ---- | ---------------- |
| 2007 | 176              |
| 2008 | 180              |
| 2009 | 185              |
| 2010 | 181              |
| 2011 | 181              |
| 2012 | 190              |
| 2013 | 195              |
| 2014 | 174              |
| 2015 | 175              |
| 2016 | 167              |
| 2017 | 162              |
| 2018 | 160              |
| 2019 | 153              |

## 車站周邊
- 七日市醫院
- 富岡七日市郵局
- 日本中央的士富岡營業所（高速巴士絲綢Liner（日语：日本中央バス#シルクライナー）巴士站）
- 群馬縣道218號中野谷富岡線（日语：群馬県道218号中野谷富岡線）
- 國道254號

## 相鄰車站
上信電鐵
上信線
上州富岡－西富岡－上州七日市

## 注腳
1. ↑  富岡市統計書

## 外部連結
- 西富岡 | 上信電鐵株式會社 （页面存档备份，存于）（日語）